# Llista de consorts reials d'Espanya
La llista de consorts reials d'Espanya abasta des d'Isabel de Portugal, esposa de Carles I, fins a Letícia Ortiz Rocasolano, consort de l'actual rei Felip VI. Durant tot aquest període, a excepció de l'espós d'Isabel II, Francesc d'Assís de Borbó, tots els consorts han estat dones.

## Dinastia Habsburg[1]
| Nom                            | Regnat    | Marit/Muller | Imatge                                                         | Escut                                   |
| ------------------------------ | --------- | ------------ | -------------------------------------------------------------- | --------------------------------------- |
| Isabel de Portugal             | 1526-1539 | Carles I     | Isabel de Portugal, per Ticià (1548)                           | Escut d'Isabel de Portugal              |
| Maria Tudor                    | 1556-1558 | Felip II     | Maria Tudor, per Anthonis Mor (1554)                           | Escut de Maria Tudor                    |
| Isabel de Valois               | 1559-1568 | Felip II     | Isabel de Valois, per Alonso Sánchez Coello (ca. 1560)         | Escut d'Isabel de Valois                |
| Anna d'Àustria                 | 1570-1580 | Felip II     | Anna d'Àustria, per Bartolomé González y Serrano               | Escut d'Anna d'Àustria                  |
| Margarida d'Àustria            | 1599-1611 | Felip III    | Margarida d'Àustria, per Bartolomé González y Serrano          | Escut de Margarida d'Àustria            |
| Isabel de Borbó                | 1621-1644 | Felip IV     | Isabel de Borbó, per Rubens (ca. 1625)                         | Escut d'Isabel de Borbó                 |
| Marianna d'Àustria             | 1665-1675 | Felip IV     | Marianna d'Àustria, per Velázquez (ca. 1563)                   | Escut de Marianna d'Àustria             |
| Maria Lluïsa d'Orleans         | 1679-1689 | Carles II    | Maria Lluïsa d'Orleans, anònim (ca. 1679)                      | Escut de Maria Lluïsa d'Orleans         |
| Marianna del Palatinat-Neuburg | 1689-1700 | Carles II    | Marianna del Palatinat-Neuburg, de Robert Gabriel Gence (1715) | Escut de Marianna del Palatinat-Neuburg |

## Dinastia Borbó[2]
| Nom                            | Regnat    | Marit/Muller | Imatge                                                     | Escut                              |
| ------------------------------ | --------- | ------------ | ---------------------------------------------------------- | ---------------------------------- |
| Maria Lluïsa de Savoia         | 1701-1714 | Felip V      | Maria Lluïsa de Savoia, per Miguel Jacinto Meléndez (1712) | Escut de Maria Lluïsa de Savoia    |
| Isabel Farnese (primer regnat) | 1714-1724 | Felip V      | Isabel Farnese, per Jean Ranc                              | Escut d'Isabel Farnese             |
| Lluïsa Elisabet d'Orleans      | 1724-1724 | Lluís I      | Lluïsa Elisabet d'Orleans, per Jean Ranc (1724)            | Escut de Lluïsa Elisabet d'Orleans |
| Isabel Farnese (segon regnat)  | 1726-1746 | Felip V      | Isabel Farnese, per Jean Ranc                              | Escut d'Isabel Farnese             |
| Bàrbara de Bragança            | 1746-1758 | Ferran VI    | Maria Barbàra de Bragança, per Jean Ranc (ca. 1729)        | Escut de Maria Barbàra de Bragança |
| Maria Amàlia de Saxònia        | 1759-1760 | Carles III   | Maria Amàlia de Saxònia, per Giuseppe Bonito (ca. 1745)    | Escut de Maria Amàlia de Saxònia   |
| Maria Lluïsa de Parma          | 1788-1808 | Carles IV    | Maria Lluïsa de Parma, per Goya (1789)                     | Escut de Maria Lluïsa de Parma     |

## Dinastia Bonaparte[2]
L'única consort és Júlia Clary, que va ser reina consort de forma nominal, car mai va trepitjar Espanya.
| Nom         | Regnat    | Marit/Muller | Imatge                                                         | Escut                |
| ----------- | --------- | ------------ | -------------------------------------------------------------- | -------------------- |
| Júlia Clary | 1808-1813 | Josep I      | Júlia Clary i les seves filles, per Jean-Baptiste Wicar (1809) | Escut de Júlia Clary |

## Dinastia Borbó (primera restauració)[2]
| Nom                                   | Regnat    | Marit/Muller | Imatge                                                                    | Escut                                          |
| ------------------------------------- | --------- | ------------ | ------------------------------------------------------------------------- | ---------------------------------------------- |
| Maria Isabel de Portugal              | 1816-1818 | Ferran VII   | Maria Isabel de Portugal, per Vicente López y Portaña (ca. 1816)          | Escut de Maria Isabel de Portugal              |
| Maria Josepa de Saxònia               | 1819-1829 | Ferran VII   | Maria Josepa de Saxònia, per Francesco Lacoma (ca. 1820)                  | Escut de Maria Josepa de Saxònia               |
| Maria Cristina de Borbó-Dues Sicílies | 1829-1833 | Ferran VII   | Maria Cristina de Borbó-Dues Sicílies, per Vicente López y Portaña (1830) | Escut de Maria Cristina de Borbó-Dues Sicílies |
| Francesc d'Assís de Borbó             | 1846-1868 | Isabel II    | Francesc d'Assís de Borbó (ca. 1860)                                      | Escut de Francesc d'Assís de Borbó             |

## Dinastia Savoia[2]
| Nom                      | Regnat    | Marit/Muller | Imatge                              | Escut                             |
| ------------------------ | --------- | ------------ | ----------------------------------- | --------------------------------- |
| Maria Victòria dal Pozzo | 1870-1873 | Amadeu I     | Maria Victòria dal Pozzo (ca. 1870) | Escut de Maria Victòria dal Pozzo |

## Dinastia Borbó (segona restauració)[2]
| Nom                              | Regnat    | Marit/Muller | Imatge                                                          | Escut                                   |
| -------------------------------- | --------- | ------------ | --------------------------------------------------------------- | --------------------------------------- |
| Maria de la Mercè d'Orleans      | 1878-1878 | Alfons XII   | Maria de la Mercè d'Orleans, per Dionisio Fierros (1870)        | Escut de Maria de la Mercè d'Orleans    |
| Maria Cristina d'Habsburg-Lorena | 1879-1885 | Alfons XII   | Maria Cristina d'Àustria (ca. 1880)                             | Escut de Maria Cristina d'Àustria       |
| Victòria Eugènia de Battenberg   | 1906-1931 | Alfons XIII  | Victòria Eugènia de Battenberg, per Philip Alexius Lazlo (1920) | Escut de Victòria Eugènia de Battenberg |

## Dinastia Borbó (tercera restauració)
| Nom             | Regnat    | Marit/Muller  | Imatge                 | Escut                    |
| --------------- | --------- | ------------- | ---------------------- | ------------------------ |
| Sofia de Grècia | 1975-2014 | Joan Carles I | Sofia de Grècia (2003) | Escut de Sofia de Grècia |
| Letícia Ortiz   | 2014~     | Felip VI      | Letízia Ortiz          | Escut de Letícia Ortiz   |